# Richardiidae
Richardiidae là một họ Diptera trong siêu họ Tephritoidea.
Họ này có 30 chi và 175 loài. Ấu trùng vài loài ăn cây hay saprophages ở cây đang bị thối rữa. Một loài - Ruồi trái bưởi Melanoloma viatrix là loài gây hại bưởi chùm. Phần lớn con trưởng thành có các đặc điểm chung như màu thân và chân xanh lá cây hoặc xanh da trời và một ovipositor tephritoid điển hình.

## Các chi
- Acompha Hendel, 1911
- Antineuromyia Hendel, 1914
- Automola Loew, 1873
- Batrachophthalmum Hendel, 1911
- Beebeomyia Curran, 1934
- Cladiscophleps Enderlein, 1912
- Coilometopia Macquart, 1847
- Coniceps Loew, 1873
- Epiplatea Loew, 1868
- Euolena Loew, 1873
- Hemixantha Loew, 1873
- Johnrichardia Perez-Gelabert & Thompson, 2006[1]
- Macrostenomyia Hendel, 1907
- Maerorichardia Hennig, 1937
- Megalothoraca Hendel, 1911
- Melanoloma Loew, 1873
- Neoidiotypa Osten Sacken, 1878
- Ocaenicia Enderlein, 1927
- Odontomera Macquart, 1843
- Odontomerella Hendel, 1912
- Oedematella Hendel, 1911
- Omomyia Coquillett, 1907
- Ozaenina Enderlein, 1912
- Pachysomites Cockerell, 1916
- Paneryma Wulp, 1899
- Poecilomyia Hendel, 1911
- Richardia Robineau-Desvoidy, 1830
- Richardiodes Hendel, 1912
- Sepsisoma Johnson, 1900
- Setellia Robineau-Desvoidy, 1830
- Setellida Hendel, 1911
- Spheneuolena Hendel, 1911
- Stenomyites Cockerell, 1915
- Urortalis Cockerell, 1917

Danh sách này không đầy đủ, bạn cũng có thể giúp mở rộng danh sách.